# Miss France 1981
Miss France 1981 est la 51e élection de Miss France. Elle a lieu à l'Hôtel PLM Saint-Jacques, Paris en décembre 1980.
Isabelle Benard, Miss Normandie 1980 remporte le titre et succède à Patricia Barzyk, Miss France 1980 en remplacement de Thilda Fuller.

## Candidates
On peut voir, d'après une photographie, que les candidates sont au nombre de 50.
On peut y remarquer :
Miss Savoie, Miss Touraine, Miss Soulac, Miss Roussillon, Miss Roubaix, Miss Réunion, Miss Poitou, Miss Paris, Miss Médoc, Miss Lorraine, Miss Littoral, Miss Limousin, Miss Guadeloupe, Miss Bordeaux, Miss Bretagne, Miss Anjou, Miss Côte d'Azur, Miss Bocage Normand, Miss Normandie, Miss Argoat, Miss Artois, Miss Alsace, Miss Côte d'Opale, Miss Flandres, Miss Centre-Ouest, Miss Bourgogne, Miss Champagne, Miss Saint-Etienne, Miss Gascogne...
Parmi les candidates, on retrouve :
- Miss Littoral Nord, Claudette Vitse
- Miss Flandre, Sylvie Penne
- Miss Paris, Janine Leroux
- Miss Métropole Nord, Annie Patte
- Miss Normandie, Isabelle Bénard
- Miss Île-de-France, Christine Rodrigot
- Miss Champagne, Patricia Lizère

## Classement final
| Résultat         | Candidate         | Région                  |
| ---------------- | ----------------- | ----------------------- |
| Miss France 1981 | Isabelle Benard   | Miss Normandie          |
| 1re dauphine     | Laurence Jouffrey | Miss Deux-Alpes         |
| 2e dauphine      | Nadine Guillerme  | Miss Nouvelle-Calédonie |
| 3e dauphine      | Catherine Megevan | Miss Roussillon         |
| 4e dauphine      | Janine Leroux     | Miss Paris              |
| 5e dauphine      | Rolande Maroc     | Miss Franche-Comté      |
| 6e dauphine      | Micheline Babin   | Miss Guadeloupe         |